# Andonectes bordoni
Andonectes bordoni är en skalbaggsart som beskrevs av García 2002. Andonectes bordoni ingår i släktet Andonectes och familjen dykare. Inga underarter finns listade i Catalogue of Life.